# Вирасетакул, Апичатпонг
Апичатпонг Вирасетакул (точнее — Вирасетакун, тайск. อภิชาติพงศ์ วีระเศรษฐกุล; род. 16 июля 1970 года, Бангкок, Таиланд) — тайский независимый кинорежиссёр, сценарист и продюсер нетрадиционных с повествовательной точки зрения фильмов — «Таинственный полуденный объект» (2000), «Благословенно ваш» (2002), «Тропическая болезнь» (2004), «Синдромы и столетие» (2006). В 2010 году его фильм «Дядюшка Бунми, вспоминающий свои прошлые жизни» был удостоен «Золотой пальмовой ветви». Из-за трудновыговариваемого имени режиссёр просит, чтобы его называли «Джо».

## Ранняя жизнь
Апичатпонг родился в Бангкоке, Таиланд, в тайско-китайской семье. Его родители оба были врачами и работали в больнице в Кхонкэне, Таиланд.
Апичатпонг учился в Университете Кхонкэн и получил степень бакалавра архитектуры в 1994 году. Он снял свой первый короткометражный фильм «Пуля» в 1993 году. Учился в Школе Чикагского института искусств и получил степень магистра изобразительных искусств в области кинопроизводства в 1997 году.

## Карьера
Полнометражный дебют Апичатпонга «Неопознанный полуденный объект» — документальный фильм, концептуально основанный на игре «изысканный труп», изобретённой сюрреалистами. Он стал соучредителем продюсерской компании Kick the Machine в 1999 году и использует компанию в производстве собственных работ, наряду с тайскими экспериментальными фильмами и видео. В список других учредителей входят Гридтия Гавивонг и Суарая Вирасетакул; компания была соорганизатором Бангкокского фестиваля экспериментального кино в 1999, 2001, 2005 и 2008 годах.

### «Благословенно Ваш», «Тропическая болезнь»
Фильм Апичатпонга 2002 года «Благословенно Ваш» был его дебютным художественным фильмом и был удостоен премии программы «Особый взгляд» на Каннском кинофестивале 2002 года, хотя он был подвергнут цензуре в его родном Таиланде. Его «Тропическая болезнь» 2004 года получил приз жюри того же фестиваля.
Между производством фильмов «Благословенно Ваш» и «Тропическая болезнь» Апичатпонг стал сорежиссёром фильма «Приключения Айрон Пусси» с художником Майклом Шаованасаем, который снялся в роли главного героя, секретного агента-трансвестита, в то время как поп-певица Криссада Терренс, более известная как Ной из тайской группы «Пру», сыграла главную мужскую роль. Малобюджетный цифровой фильм был пародией на тайские фильмы 1960-х и 1970-х годов, особенно мюзиклы и боевики Митра Чайбанча и Петчара Чаоварат. «Приключения Айрон Пусси» было показано на Берлинском кинофестивале в 2004 году. Когда его спросили о фильме в мае 2013 года, Апичатпонг сказал: «На данный момент с меня хватит „Айрон Пусси“. Я хорошо проводил время, делая это, но меня это не вдохновляло».
Помимо полнометражных работ, Апичатпонг также известен своими короткометражными фильмами и инсталляциями. Для Международного кинофестиваля в Чонджу в 2005 году ему было поручено внести свой вклад в проект «Три цифровых короткометражных фильма» вместе с двумя другими азиатскими режиссёрами. Его фильм назывался «Земные желания»; японский режиссёр Синъя Цукамото снял «Жизненный», «Балет пули», а Сон Иль Гон из Южной Кореи создал «Волшебника(ов)».
В 2005 году Апичатпонг работал консультантом по цифровым короткометражным фильмам «Цунами», серии из 13 фильмов, заказанных Управлением современного искусства и культуры Министерства культуры Таиланда в память о землетрясении в Индийском океане в 2004 году и последовавшем за ним цунами, обрушившемся на Таиланд. Его вкладом стал фильм «Призрак Азии».
Тайское управление современного искусства и культуры также удостоило Апичатпонга премии «Сильпаторн» за создание фильмов 2005 года. Ежегодная награда присуждается живым современным художникам в различных дисциплинах.

### «Синдромы и столетие»
В 2006 году Апичатпонг выпустил художественный фильм «Синдромы и столетие», который был заказан Питером Селларсом для фестиваля «New Crowned Hope Festival» в Вене в ознаменование 250-летия со дня рождения Моцарта. Премьера фильма состоялась на 63-м Венецианском кинофестивале.
Тайский релиз фильма, первоначально намеченный на 19 апреля 2007 года, был отложен на неопределенный срок после того, как Тайский совет по цензуре потребовал удалить четыре сцены. Апичатпонг отказался изменить фильм и заявил, что уберёт его из проката внутри страны. Он объяснил свои причины для этого в статье в Bangkok Post:
Я, как режиссер, отношусь к своим работам так же, как к собственным сыновьям или дочерям. Мне все равно, любят их люди или презирают, пока я создавал их с лучшими намерениями и усилиями. Если эти мои отпрыски по какой-либо причине не могут жить в своей собственной стране, пусть они будут свободны. Нет причин калечить их в страхе перед системой. В противном случае у человека нет причин продолжать заниматься искусством.
В двух сценах врачи ведут себя «неподобающим» образом (целуются и пьют спиртное) в больнице; на других изображен буддийский монах, играющий на гитаре, и два монаха, играющие с летающей тарелкой на дистанционном управлении. Цензоры отказались выпускать фильм, если не будут сделаны запрошенные сокращения. В 2007 году фильм был дважды показан на частных показах в «Альянс Франсез» в Бангкоке.
Цензура фильма возникла в связи с тем, что Национальная законодательная ассамблея, рассматривала систему рейтингов кинофильмов. Закон о рейтингах, заменивший закон о кино 1930 года, содержал ограничительную структуру рейтингов и сохранял полномочия правительства по цензуре и запрету фильмов, которые, по его мнению, «подрывали или нарушали общественный порядок и моральную порядочность, или могли повлиять на национальную безопасность или гордость нации». В состав рейтингового совета войдут в основном чиновники Министерства культуры, а также сотрудники Королевской полиции Таиланда.
Чтобы противостоять законопроекту, Апичатпонг и другие режиссёры создали Движение за свободное тайское кино. Цитировались слова Апичатпонга: «Мы не согласны с правом государства запрещать фильмы… Уже существуют другие законы, которые охватывают потенциальные правонарушения со стороны кинематографистов». Ладда Тангсупачай, директор Департамента культурного надзора Министерства культуры, заявила, что закон о рейтингах необходим, потому что кинозрители в Таиланде «необразованны». Далее она объяснила: «Они не интеллектуалы, вот почему нам нужны рейтинги… Никто не ходит смотреть фильмы Апичатпонга. Тайцы хотят видеть комедию. Мы любим посмеяться».
Создатели фильма стремились к подходу саморегулирования, основав независимый орган, управляемый профессионалами кино. Апичатпонг написал в комментарии в начале года:
Свободное от государственного влияния, это агентство будет отвечать за мониторинг и присвоение рейтинга, и оно будет нести прямую ответственность перед аудиторией, которая, в свою очередь, будет следить за работой агентства. Таким образом, киноиндустрия освободится от государственных оков и начнет вести диалог с общественностью.
Акция протеста против законопроекта о рейтингах прошла у здания парламента в Бангкоке, на которой Апичатпонг и другие тайские режиссёры Висит Сасанатьенг и Пен-Эк Ратанаруанг держали плакаты с надписью: «Нет свободы. Никакой Демократии. Нет мира» Закон о рейтингах, в котором категории «сокращение и запрет» остались нетронутыми, был принят 20 декабря 2007 года.

### «Tomyam Pladib»
Апичатпонг представил сессию «Апичатпонг на видеоработах» в рамках художественной выставки «Tomyam Pladib», на которой были представлены как тайские, так и японские художники, создавшие работы, касающиеся сосуществования традиционной и современной культур. Презентация режиссёра состояла из трех короткометражных фильмов: «Призрак Азии», 0116643225059 и «Гимн». Апичатпонг также ответил на вопросы аудитории, чтобы завершить презентацию.
Первая англоязычная книга об Апичатпонге была опубликована в марте 2009 года. Джеймс Квандт — редактор и автор аналитического обзора карьеры, который представляет книгу. Среди других участников — теоретик культуры и политики Бенедикт Андерсон, режиссёр Марк Казинс, куратор по искусству Карен Ньюман, критики Тони Рейнс и Конг Ритди, а также актриса Тильда Суинтон.

### «Primitive», «Дядюшка Бунми, который помнит свои прошлые жизни» и «Отель „Меконг“»
- «Яркий летний день»

«Примитив» в Меконге, первая персональная выставка Апичатпонга, состоящая из двухканальной видеоинсталляции, семи одноканальных видеороликов и двух гравюр жикле, была впервые показана в Haus der Kunst в феврале 2009 года. В сентябре 2009 года выставка была показана в Ливерпуле, Великобритания на выставке FACT (Фонд искусства и творческих технологий). Работа была заказана компанией Haus der Kunst из Мюнхена, Германия, в рамках проектов FACT и Animate, и была произведена компаниями Illuminations Films, Лондон и Kick the Machine. Куратор Карен Ньюман написала во введении к выставке: «Его работы также являются транспортными средствами, которые переносят нас между разными мирами, задавая вопросы о будущем и раскрывая гораздо большую историю, чем кажется на первый взгляд». «Primitive» был показан в пограничном городе Набуа, где река Меконг разделяет Таиланд и Лаос. В 2011 году Новый музей представил американский дебют «Primitive».
В 2010 году художественный фильм Апичатпонга «Дядюшка Бунми, который помнит свои прошлые жизни» получил Золотую пальмовую ветвь на Каннском кинофестивале. Фильм также был выбран в качестве тайской заявки на лучший фильм на иностранном языке на 83-й премии «Оскар», но он не попал в окончательный шорт-лист.
В 2012 году фильм Апичатпонга «Отель Меконг» был показан в разделе специальных показов на Каннском кинофестивале 2012 года.
В марте 2013 года Апичатпонг и его коллега по Kick The Machine художник Чай Сири получили «Премию Биеннале Шарджи» на 11-й биеннале 2013 года в Шардже в Объединенных Арабских Эмиратах (ОАЭ) вместе с пятью другими художниками, включая Магди Мостафу и Фумито Урабе. Апичатпонг также был удостоен японской «Премии в области искусства и культуры Фукуоки» в июне вместе с индийским художником-визуалистом Налини Малани стоимостью 3 000 000 иен (30 530 долларов США).
В марте 2014 года было объявлено, что Апитчатпонг примет участие вместе с 32 режиссёрами с четырёх континентов, в том числе Винсент Галло и Гаспар Ноэ, которые будут руководить короткометражными пьесами, постановкой на футбольную тему, снятыми по всему миру. Короткометражка Апичатпонга, действие которой происходит в его родном городе, содержит 22 снимка его озера, почти единственную узнаваемую особенность из его детства, которые расположены как игроки в футбольном матче.
Последний фильм Апичатпонга «Память», созданный в сотрудничестве с Тильдой Суинтон, продюсером Дианой Бустаманте и снятый в Колумбии в 2019 году, премьера которого состоялась на Каннском кинофестивале 2021 года. Он получил приз жюри. Апичатпонг также снял фрагмент фильма-антологии «Год вечной бури».

## Перспективы
В интервью журналу Encounter Thailand в мае 2013 года Апичатпонг заявил, что все его фильмы носят личный характер, и он не считает себя культурным послом Таиланда. В отношении понятия «странный» он объяснил: «Для меня слово „странный“ означает, что все возможно».

## Творчество
Фильмы Вирасетакула имеют нетрадиционную структуру повествования (размещение титров в середине фильма, пересекающиеся сюжетные траектории, неспешное раскрытие мотивации героев). В них часто фигурируют джунгли, мистика, реинкарнации душ и гомосексуальность. Отсутствие традиционной повествовательной линии позволяет критикам интерпретировать фильмы Вирасетакула как «текучее, бесплотное скопление диковинных знаков, которые лишены поддающегося расшифровке смысла». Андрей Плахов причисляет его к режиссёрам новой генерации, любителей «расслабленных повествовательных структур», которые «отрицают саму идею кино как истории и кино как аттракциона». По мнению кинокритика Бориса Нелепо солнце — главный герой всех фильмов режиссёра. Вирасетакул говорит, что для «Благословенно ваш» снял звезду в главной роли; вторая роль у джунглей. Пещера — ключевой образ фильмов режиссёра, и возможно для разговора о его творчестве надо бы ввести новый термин: «Пещера Апичатпонга». Этот образ фигурирует во всех его лентах.

## Общественная позиция
В декабре 2023 года вместе с 50 другими кинематографистами Вирасетакун подписал открытое письмо, опубликованное в издании Libération, с требованием прекращения огня и гибели мирных жителей во время израильского вторжения в сектор Газа в 2023 году, а также создания гуманитарного коридора для гуманитарных перевозок и освобождения заложников.

### Избранная фильмография
| Год  |   | Русское название                                 | Оригинальное название                    | Роль                |
| ---- | - | ------------------------------------------------ | ---------------------------------------- | ------------------- |
| 2000 | ф | Таинственный полуденный объект                   | ดอกฟ้าในมือมาร (Dokfa nai meuman)          | режиссёр            |
| 2002 | ф | Благословенно ваш                                | สุดเสน่หา (S̄ud s̄aǹeh̄ā)                     | режиссёр, сценарист |
| 2004 | ф | Тропическая болезнь                              | สัตว์ประหลาด (Sud pralad)                  | режиссёр, сценарист |
| 2006 | ф | Синдромы и столетие                              | แสงศตวรรษ (S̄æng ṣ̄atawǎat)                | режиссёр, сценарист |
| 2010 | ф | Дядюшка Бунми, который помнит свои прошлые жизни | ลุงบุญมีระลึกชาติ (Loong Boonmee raleuk chat) | режиссёр, сценарист |
| 2015 | ф | Кладбище великолепия                             | รักที่ขอนแก่น (Rak Ti Khon Kaen)             | режиссёр, сценарист |
| 2021 | ф | Память                                           | Memoria                                  | режиссёр, сценарист |

## Награды
Его работы получали награды на крупнейших мировых кинофестивалях. Так, «Тропическая болезнь» получила приз жюри на Каннском кинофестивале 2004 года, «Благословенно ваш» выиграл главный приз в программе «Особый взгляд» на Каннском кинофестивале 2002 года, а фильм «Синдромы и столетие», премьера которого состоялась на 63-м Венецианском кинофестивале стал первым тайским фильмом, представленным в конкурсной программе Венецианского кинофестиваля. В 2010 году фильм «Дядюшка Бунми, который помнит свои прошлые жизни» получил «Золотую пальмовую ветвь» на Каннском кинофестивале, став первым тайским фильмом, удостоенным этой награды. Обладатель премии Принца Клауса (2016).

## Признание
В 2009 году на английском языке появился сборник статей о фильмах Вирасетакула (среди авторов — Бенедикт Андерсон и Тильда Суинтон). Джонатан Розенбаум назвал его одним из самых многообещающих режиссёров современности. Подводя итоги нулевых годов, многие авторитетные кинокритики (в частности, Джим Хоберман) включили в число лучших фильмов его «Тропическую болезнь». Андрей Плахов в связи с этим заметил: «По рейтингам нулевых годов этот таец идет в авангарде мирового кинопроцесса, во многом опережая его, и становится главным режиссёром современности».